# Калисайя, Соня
Соня Калисайя Уанка (исп. Sonia Calizaya Huanca, 20 февраля 1976, Ла-Пас, Боливия) — боливийская легкоатлетка, выступавшая в беге на длинные дистанции и марафоне. Участвовала в летних Олимпийских играх 2008 года.

## Биография
Соня Калисайя родилась 20 февраля 1976 года в боливийском городе Ла-Пас.
Первых международных успехов в лёгкой атлетике добилась на континентальном уровне: в 1999 году она завоевала бронзу чемпионата Южной Америки в беге на 10 000 метров, в 2001 году — серебро в беге на 5000 метров и бронзу на дистанции 10 000 метров.
В 2008 году вошла в состав сборной Боливии на летних Олимпийских играх в Пекине. Выступала в марафонском беге, заняла 59-е место среди 69 финишировавших, показав результат 2 часа 45 минут 53 секунды.
В 2018 году встречалась с президентом Боливии Эво Моралесом, где сообщила ему о том, что за 22 года спортивной карьеры получала государственную поддержку только в течение пяти месяцев 2008 года, когда ей выплачивали по 1500 боливиано. Калисайя предложила Моралесу краткосрочный и долгосрочный проекты поддержки боливийского спорта.

## Личные рекорды
- Бег на 1500 метров — 5.08,68 (25 мая 2012, Ла-Пас)[4]
- Бег на 5000 метров — 16.45,42 (13 июня 2008, Икике)[4]
- Бег на 10 000 метров — 36.18,90 (26 ноября 2013, Трухильо)[4]
- Бег на 10 км — 35.13 (5 января 2002, Мальдонадо)[4]
- Бег на 15 км — 58.48 (31 декабря 2013, Сан-Паулу)[4]
- Полумарафон — 1:16.52 (3 августа 2003, Богота)[4]
- Марафон — 2:45.05 (4 ноября 2007, Буэнос-Айрес)[4]

## Семья
Старший брат Сони Калисайи Поликарпио Калисайя (род. 1962) также занимался лёгкой атлетикой, выступал на летних Олимпийских играх 1988, 1992 и 1996 годов.